# Јодна бања
Специјална болница за реуматске болести Нови Сад или Јодна Бања здравстевена је установа у Новом Саду, у Футошкој улици бр. 68.. То је савремена реуматолошка болница и једина специјализована установа ове врсте у Војводини. Комплекс бање представља непокретно културно добро као просторна културно-историјска целина од великог значаја.

## Делатност
Бави се дијагностиком, лечењем и рехабилитацијом свих облика реуматизма. Захваљујући савременој дијагностичкој опреми (ДЕXА – остеодензитометар, дигитални Ртг апарат, дијагностички ултразвучни апарат,...) и повећаном броју реуматолога, у могућности је да задовољи захтеве савремене реуматологије: рано откривање, спречавање и благовремено лечење. Постала је референтна установа за употребу биолошких лекова као најсавременијег облика медикаментног лечења у реуматологији, што јој уз постојећу опрему за физикални третман, искусне терапеуте и сестре омогућује комплекснији приступ лечењу реуматизма.

## Историјски развој
На месту где је данас Специјална болница за реуматске болести Нови Сад, некада је било јодно градско купатило. Године 1908. доктор Виљем Вита иницирао је да добије званичан статус лековите бање и испословао царско одобрење. Главне објекте Јодне бање пројектовао је архитекта Имре Франчек из Будимпеште. Бања је 1931. године проширена, и у то доба постала позната и популарна. То је трајало све до 60-их година 20. века. У то време бања је поседовала велике каде, базене, и опрему за физикалну терапију. Бања је била позната по купкама, сланим и сумпорним.
Бања је нагло запуштена, 1977. године када престаје да ради највећи, централни базен.
Након 2000. године, Јодна бања поново добија свој стари сјај. Обнавља пружање терапијских услуга лековитом водом. У рад су пуштене и две терапијске каде са бисерном купком и две за подводну масажу. Данас је ово савремена реуматолошка болница и једина установа ове врсте у Војводини. Бави се дијагностиком, лечењем и рехабилитацијом свих облика реуматизма. Новосадска Јодна бања настала је крајем 19. века (1897. године) код Футошке шуме, приликом бушења артешког бунара за потребе снабдевања града пијаћом водом
Тада је избила топла, минерална, јодна вода, температуре 24,6 °C, чија је лековитост касније анализирана и потврђена. Почетак рада Варошког јодног купатила, као организоване здравствене установе, када је добила одобрење за почетак рада и статус лековите бање, сматра се 1910. Градња је почета 1908. Сецесијска зграда Јодне бање у то време спада у групу најмаркантнијих објеката на западној страни града, чиме је доприносила амбијенталном квалитету краја у коме се нашла. Здравствена служба Бање била је на веома завидном нивоу. Имала је стално запосленог лекара, уз то специјалисту балнеолога, који је био први управник Бање — др Вилхелм Њилт.
У то време, у функцији је био велики број када, тушева и три базена са топлом и хладном водом. У одељењу за физикалну терапију спроводе се разне терапијске процедуре: електро, фото, крио, хелио, фанго терапија, као и масажа. У терапијске сврхе примењивале су се и различите купке: слане, сумпорне, угљено-киселе, у пени, суво-ваздушне. У Бањи су се лечили болесници са боловима реуматског порекла, неуралгијама, ишијасом, боловима и отоцима у зглобовима реуматског и трауматског порекла, акутним и хроничним катаром желуца и црева, последицама запаљења бубрега, гојазности итд.
Године 1957. у Бањи се формира Центар за медицинску рехабилитацију, који претходи каснијем развоју медицинске рехабилитације у Војводини. Почиње развој кинези и радне терапије, повећава се број апарата за физикалну терапију и мења се кадровска структура запослених. Од 1966. године започиње наизменични период интеграције и осамостаљења. У 1991. години урађена је делимична спољашња и унутрашња адаптација зграде, уведена је рачунарска опрема у битним процесима рада. Године 1977. престаје рад базена који је био смештен у делу зграде који је подигнут још 1910. године. Због дотрајалости зграде и инсталација и немогућности ревитализације овог дела установе 1994. године престаје сваки облик хидротерапије. Крајем 2002. године, на чело Завода за реуматизам Нови Сад дошла је др Милијанка Лазаревић, специјалиста за физикалну медицину и рехабилитацију.

## Медицинске индикације
Вода из Јодне Бање је повољна нарочито за лечење следећих обољења:
- болови реумтаског порекла
- неуралгије
- ишијас
- болови и отоци у зглобовима реумтаског и траумтаског порекла

Физикална терапија је један од најважнијих делова медицинске рехабилитације. У Јодној бањи болесници, у завиности од стања и проблема са којим се суочавају, могу добити термотерапију, електротерапију, ултразвучну терапију, терапију ласером, магнетну терапију и фототерапију.

## Комплекс Јодне бање
Комплекс Специјалне болнице за реуматске болести чине: централна зграда, стари хотел „Парк”, турско купатило, котларница са димњаком и неколико помоћних објеката. Зграда турског купатила није у функцији и пропада, док стари хотел „Парк” и котларница имају другачију намену од првобитне. Некадашњи хотел функционише као болнички стационар, северни део котларнице је преуређен у стамбени простор, док је јужни ван употребе. Једино је централна зграда задржала првобитну функцију. Комплекс Јодне бање захвата површину од 0,94 ha. Објекат је у одличном стању после скорашњег реновирања, а у њему су смештене ординације, сале за терапију и канцеларије лекара и управе.

## Спортски центар „Сајмиште”
Други важан комплекс, који доприноси спортско-рекреативној функцији Бање, јесте Спортски центар „Сајмиште”. Комплекс се налази на 48.000 m2 и састоји се од комплекса базена (олимпијски, дечји и базен за бебе), клизалишта, аутоматске куглане са четири терена, спортске дворане од 5.000 m², спортске амбуланте и пословног простора. Пратећи простори су трибине са угоститељским простором, гардеробама и јавном телефонском говорницом. СЦ „Сајмиште” у свом саставу поседује и низ отворених спортских терена. Реч је о травнатом фудбалском терену, два асфалтна терена за рукомет и одбојку, кошаркашком терену, девет тениских терена и трим стази. Посебну вредност овог спортско-рекреативног центра представља комплекс отворених базена, који, у пуном смислу те речи, употпуњују рекреативне садржаје целокупног бањског комплекса.

## Будућност Јодне бање
Поред обнове постојећих објеката у склопу Специјалне болнице и изградње нових на месту оних који немају културно-историјску вредност, важно је, уз болничке и лечилишне, увести и рекреативне садржаје, доступне грађанству и туристима. То би, пре свега, значило обнову праксе употребе термо-минералне воде и пелоида, што у савременом бањском туризму представља суштину спа концепта. Иста опаска односи се и на СЦ „Сајмиште”, који би коришћењем термо-минаралне воде из постојећих бушотина, осим рекреативног, представљао и центар здравствене превенције, па тако од локалног, добио шири друштвени значај. Уређење Футошког парка, према важећем планском документу, од круцијалне је важности за његово атрактивирање и активирање, што подразумева обнову постојећег урбаног мобилијара и комуналних објеката и постављање нових, где се посебан акценат ставља на обнову бунара термо-минералне воде и њихово претварање у активне и уређене изворе, наткривене атрактивним сводовима, као и на обнову стаза за шетање.